# Spoutnik (fusée)
Pour les articles homonymes, voir Spoutnik (homonymie).
La fusée Spoutnik (du russe : спутник, signifiant « compagnon de route » ou « satellite ») était un lanceur orbital soviétique dérivé de l'ICBM R-7 Semiorka conçu par Sergueï Korolev. Le 4 octobre 1957, elle fut utilisée pour effectuer le premier lancement de satellite au monde, plaçant Spoutnik 1 sur une orbite terrestre basse. 

## Versions
Deux versions du Spoutnik ont été construites : 
- Spoutnik-PS (indice GRAU 8K71PS), utilisé pour lancer Spoutnik 1 et, plus tard, Spoutnik 2 ;
- Spoutnik (8A91), qui échoua à un lancement de satellite en avril 1958, puis effectua avec succès le lancement de Spoutnik 3 le 15 mai 1958[1].

Un autre membre de la famille R-7, Polyot, utilisa la même configuration que la fusée Spoutnik, mais fut construit à partir de la fusée Voskhod. En raison de la similitude, Polyot était parfois connu sous le nom de Spoutnik 11A59. 

## Caractéristiques
- Premier étage : bloc B, V, G, D (quatre boosters latéraux)
  - Masse brute : 43,0 tonnes
  - Masse à vide : 3,400 tonnes
  - Poussée (vide) : 4 × 99 000 kgf = 396 Mgf (3,89 MN)
  - Isp : 306 s (3 000 N·s/kg)
  - Durée de la combustion initiale : 120 s (2 min)
  - Isp (sl) : 250 s (2 450 N·s/kg)
  - Diamètre : 2,68 m
  - Envergure : 2,68 m
  - Longueur : 19,2 m (sans les tuyères)
  - Ergols : LOX/Kérosène
  - Moteurs : 1 x RD-107-8D74PS par booster = 4
- Deuxième étage : bloc A (étage central)
  - Masse brute : 94,0 tonnes
  - Masse à vide : 7,495 tonnes
  - Poussée (vide) : 99 000 kgf (970 kN)
  - Isp : 308 s (3 020 N·s/kg)
  - Durée de la combustion initiale : 310 s (5 min 10 s)
  - Isp (sl) : 241 s (2 360 N·s/kg)
  - Diamètre : 2,95 m
  - Envergure : 2,95 m
  - Longueur : 28 m
  - Ergols : LOX/Kérosène
  - Moteur : 1 x RD-108-8D75PS
- Masse totale : 267 tonnes
- Envergure totale : 10,303 m
- Charge utile en LEO : 500 kg
- Poussée totale au décollage : 3,89 MN

Quelques variantes du R-7

## Spoutnik 8A91
Le Spoutnik 8A91 possédait des moteurs 8D76 et 8D77 plus puissants, augmentant sa capacité de charge utile, et lui permettant de lancer des satellites beaucoup plus lourds que Spoutnik 1 et 2. Il participa à deux lancements en 1958. Le premier lancement, le 27 avril, échoua en raison de vibrations inattendues lors du vol le long de l'axe longitudinal de la fusée. Le 15 mai, il lança avec succès Spoutnik 3,. 

### Caractéristiques
- Numéro d'étage : 0 - boosters latéraux ; 4 x Spoutnik 8A91-0
  - Masse brute : 43,0 tonnes
  - Masse à vide : 3,400 tonnes
  - Poussée (vide) : 4 × 99 000 kgf = 396 Mgf (3,89 MN)
  - Isp : 310 s (3 040 N·s/kg)
  - Durée de combustion : 130 s (2 min 10 s)
  - Isp (sl) : 252 s (2 470 N·s/kg)
  - Diamètre : 2,68 m
  - Envergure : 2,68 m
  - Longueur : 19,2 m (sans les tuyères)
  - Ergols : LOX/Kérosène
  - Moteurs : 1 x RD-107-8D76 par booster = 4
- Numéro d'étage : 1 - Étage central ; 1 x Spoutnik 8A91-1
  - Masse brute : 95,0 tonnes
  - Masse à vide : 7,100 tonnes
  - Poussée (vide) : 82 000 kgf (804 kN)
  - Isp : 315 s (3 090 N·s/kg)
  - Durée de combustion : 360 s (6 min)
  - Isp (sl) : 246 s (2 410 N·s/kg)
  - Diamètre : 2,95 m
  - Longueur : 28 m
  - Ergols : LOX/Kérosène
  - Moteur : 1 x RD-108-8D77
- Masse totale : 269,3 tonnes
- Envergure totale : 10,303 m
- Charge utile LEO : 1 327 kg
- Poussée totale au décollage : 385 950 kgf (3,784 MN)